# Miękisz wodny
Miękisz wodny, miękisz wodonośny, tkanka wodna – odmiana miękiszu spichrzowego, tkanka wyspecjalizowana w gromadzeniu i przechowywaniu wody, zbudowana z cienkościennych komórek zawierających duże wakuole z zawartymi wewnątrz substancjami śluzowymi i pektynami, które pęczniejąc pod wpływem wody zatrzymują dużą jej ilość i zmniejszają szybkość jej oddawania. Występuje najczęściej u sukulentów, może znajdować się w różnych częściach rośliny: łodygach (kaktusy i niektóre wilczomlecze), liściach (aloes, agawa, grubosz), rzadziej w korzeniach.
Tkanka wodna w liściach jest zwykle wielowarstwową epidermą, w której pierwsza warstwa komórek ma budowę charakterystyczną dla tej tkanki. Kolejne warstwy komórek mają cienkie celulozowe ściany, łatwo ulegające rozciąganiu podczas gromadzenia wody.